# Colposcenia elegans
Espèce
Synonymes
- Aphalara elegans De Bergevin, 1932
- Colposcenia arishensis (Samy, 1972)

Colposcenia elegans est une espèce d'insectes de l'ordre des hémiptères, de la super-famille des Psylloidea, de la famille des Aphalaridae, de la sous-famille des Aphalarinae et de la tribu des Colposceniini. Elle est trouvée dans le nord et l'est africain et au Moyen Orient.